# 焼津市立黒石小学校
焼津市立黒石小学校（やいづしりつ くろいししょうがっこう）は、静岡県焼津市にある公立小学校。

## 概要
市中央部の大富地区にある小学校である。焼津バイパス沿いに位置し、すぐ南を黒石川が流れる。同地区の北端部にあたり、校庭や駐車場などは小川地区と跨っている。
1979年に開校した当校は、40周年を迎えてもなお、市内では最も新しい小学校である。
2024年度の児童数は699人で、各学年はおおよそ4クラス編成となっている。市内では豊田小学校、焼津西小学校に次いで多い。ここ10年ほどは微増傾向にあり、昨年度（2023年度）は700人台となった。

## 沿革
当校が開校するきっかけとなったのは、大富地区における人口の増加にある。かつては稲作や大麦の生産が盛んな純農村地帯であったが、都市化現象の進行に伴う静岡市のベッドタウンとして注目されると急激に増加した。特に1975年から1980年にかけての5年間は著しく、1.1万人から約4,300人の増加をみせた。これは市内の他地区と比べても突出しており、次点の和田地区と比べても1,200人以上の差を開いた。急激な増加を受け、かねてより大富地区を学区としていた大富小学校も、1975年度は1,121人と市内でも平均的な規模であったが、3年後（1978年度）には1,672人まで増加し、市内最多となった。これを受けて大富小学校の学区を分割して新設校を設ける機運が高まり、翌1979年4月に市内10番目の小学校として開校した。開校により大富小学校の児童数は1,350人まで落ち着いた。
2009年6月には南側に校舎を増築した。

## 教育目標
豊かな心でたくましく生きる子

## 施設概要
主な施設を掲載。面積は延床面積を記載する。
- 校舎
  - 管理・教室・特別教室棟（3,680 m2） - 1979年竣工の鉄筋コンクリート造3階建て[19]
  - 普通教室棟・昇降口棟（1,649.19 m2） - 2009年竣工の鉄筋コンクリート造2階建て[19]
- 屋内運動場（1,100 m2） - 1981年竣工の鉄骨鉄筋コンクリート造2階建て[19]
- プール - 大プール（縦25m・横13m）と小プール（縦10m・横8m）がある[4]
- 校庭（9,645 m2[4]）

校地面積は18,826平方メートルである。

## 通学区域
- 焼津市
  - 西小川七丁目、黒石一・二丁目、大住、三右衛門新田の全域
  - 小川（一部。大部分は小川小学校区域）
  - 西小川八丁目（一部。他は小川小学校区域）
  - 五ケ堀之内（一部。他は焼津西小学校または豊田小学校区域）
  - 三ケ名（一部。他は焼津西小学校または豊田小学校区域）
  - 道原（一部。大部分は大富小学校区域）
  - 中新田（一部。大部分は大富小学校区域）
  - 中根（一部。大部分は大富小学校区域）
  - 中根新田（一部。大部分は大富小学校区域）

出典：

## 進学先の中学校
- 焼津市立大富中学校[21]

## 周辺
- アステラス製薬焼津技術センター
- エディオンバイパス通り焼津店

## アクセス
- 焼津市自主運行バス焼津循環線「三右衛門新田」停留所から徒歩約3分。